# Crabwood Creek (Fluss)
Der Crabwood Creek ist ein Fluss in der Region Upper Takutu-Upper Essequibo in Guyana. Er liegt ca. 400 km südlich der Hauptstadt Georgetown im südwestlichen Teil Guyanas. Er gehört zum Einzugsgebiet des Essequibo.

## Name
Der Fluss ist benannt nach dem Euphorbiengewächs Gymnanthes lucida („Crabwood“, „Shiny Oysterwood“; oder „Andiroba“ Carapa guianensis), einem kleinen Baum mit giftigem Milchsaft.